# 伊香牛駅
伊香牛駅（いかうしえき）は、北海道上川郡当麻町伊香牛にある北海道旅客鉄道（JR北海道）石北本線の駅である。事務管理コードは▲122504。電報略号はイカ。駅番号はA37。

## 歴史

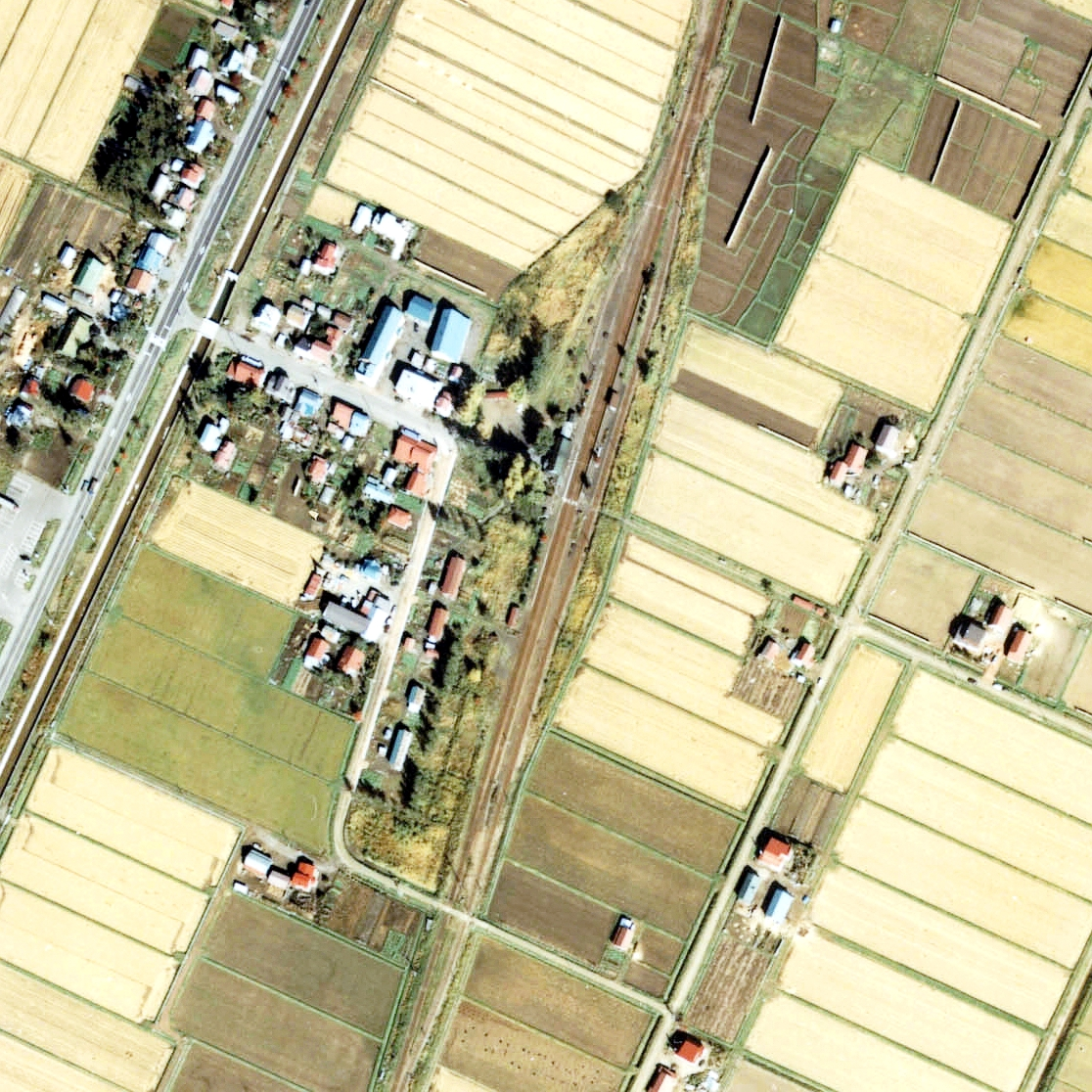
1977年の伊香牛駅と周囲約500m範囲。上が上川方面。

- 1922年（大正11年）11月4日：鉄道省石北線新旭川駅 - 愛別駅間開業にともない開業（一般駅）[3]。
- 1927年（昭和2年）10月10日：所属路線名が石北西線に改称[4]。
- 1932年（昭和7年）10月1日：新旭川駅 - 野付牛駅間を石北線と線名改称[4]。
- 1949年（昭和24年）6月1日：公共企業体である日本国有鉄道に移管。
- 1961年（昭和36年）4月1日：所属路線が石北本線に改称[4]。
- 1962年（昭和37年）11月1日：貨物扱い廃止[1]。
- 1983年（昭和58年）1月10日：荷物扱い廃止[1]。CTC導入にともない駅員無配置駅となり[5]、簡易委託化。
- 1987年（昭和62年）4月1日：国鉄分割民営化により、JR北海道に継承[1][4]。
- 1988年（昭和63年）
  - 月日不詳：駅舎改築[6]。
  - 11月3日：この日までに当駅の地上設備の改良工事が行なわれ、優等列車の到達時分の短縮に寄与した[7]。
- 1992年（平成4年）4月1日：簡易委託廃止、完全無人化。

### 駅名の由来
所在地名より。アイヌ語の「イイカウシイ（i-ika-us-i）」〔それ・を越え・つけている・所（=越す所）〕に由来する。知里真志保の解釈では石狩川の渡河点の意であったとしている。また1973年に国鉄北海道総局が発行した『北海道　駅名の起源』等では「いつもあふれる所」の意、とする解釈がなされている。

## 駅構造
2面2線の相対式ホームをもつ地上駅。駅舎反対側2番線が一線スルーとなっている。跨線橋で双方のホームは連絡する。駅舎は1988年（昭和63年）に森林組合が特産としている木を用いたログハウスに改築されている。旭川駅管理の無人駅。夕方時間帯に旭川駅から当駅で折り返す列車が設定されている。

### のりば
| 番線 | 路線      | 方向                 | 行先                 |
| ---- | --------- | -------------------- | -------------------- |
| 1    | ■石北本線 | 上り                 | 旭川方面             |
| 1    | ■石北本線 | 下り                 | 上川方面             |
| 2    | ■石北本線 | （待避・通過ホーム） | （待避・通過ホーム） |

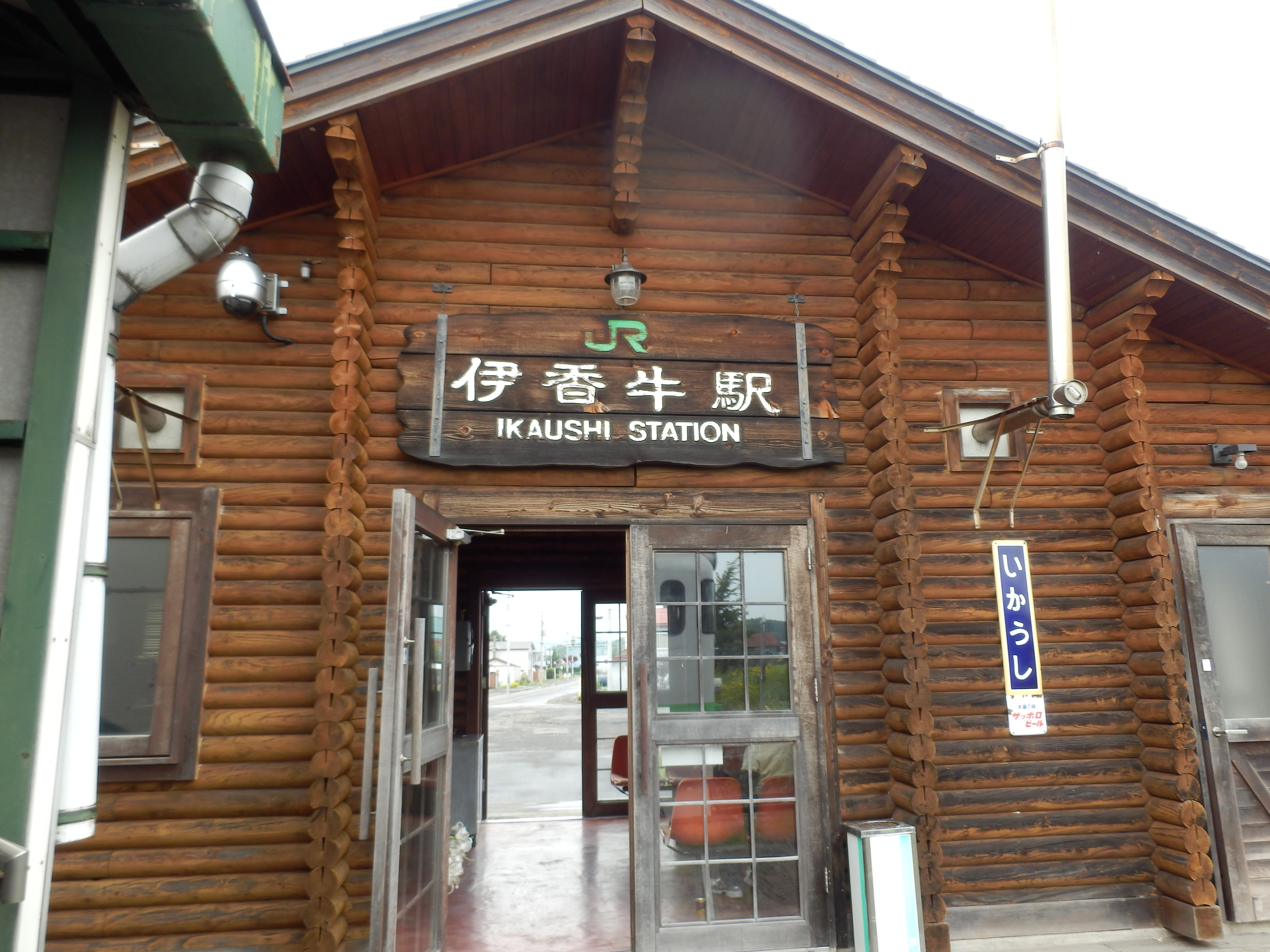
ホーム側から見た駅舎（2013年8月）
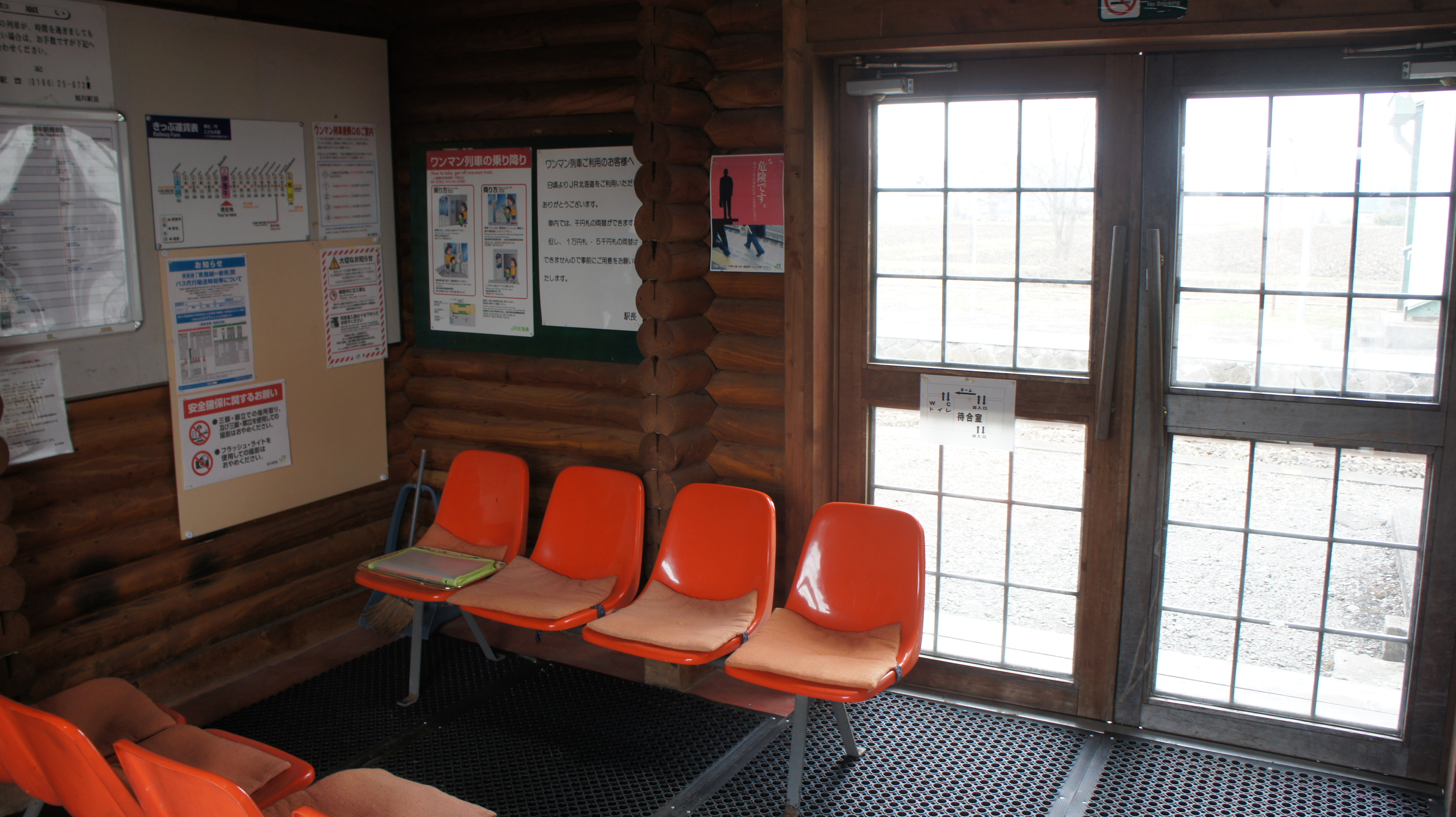
待合室（2018年4月）
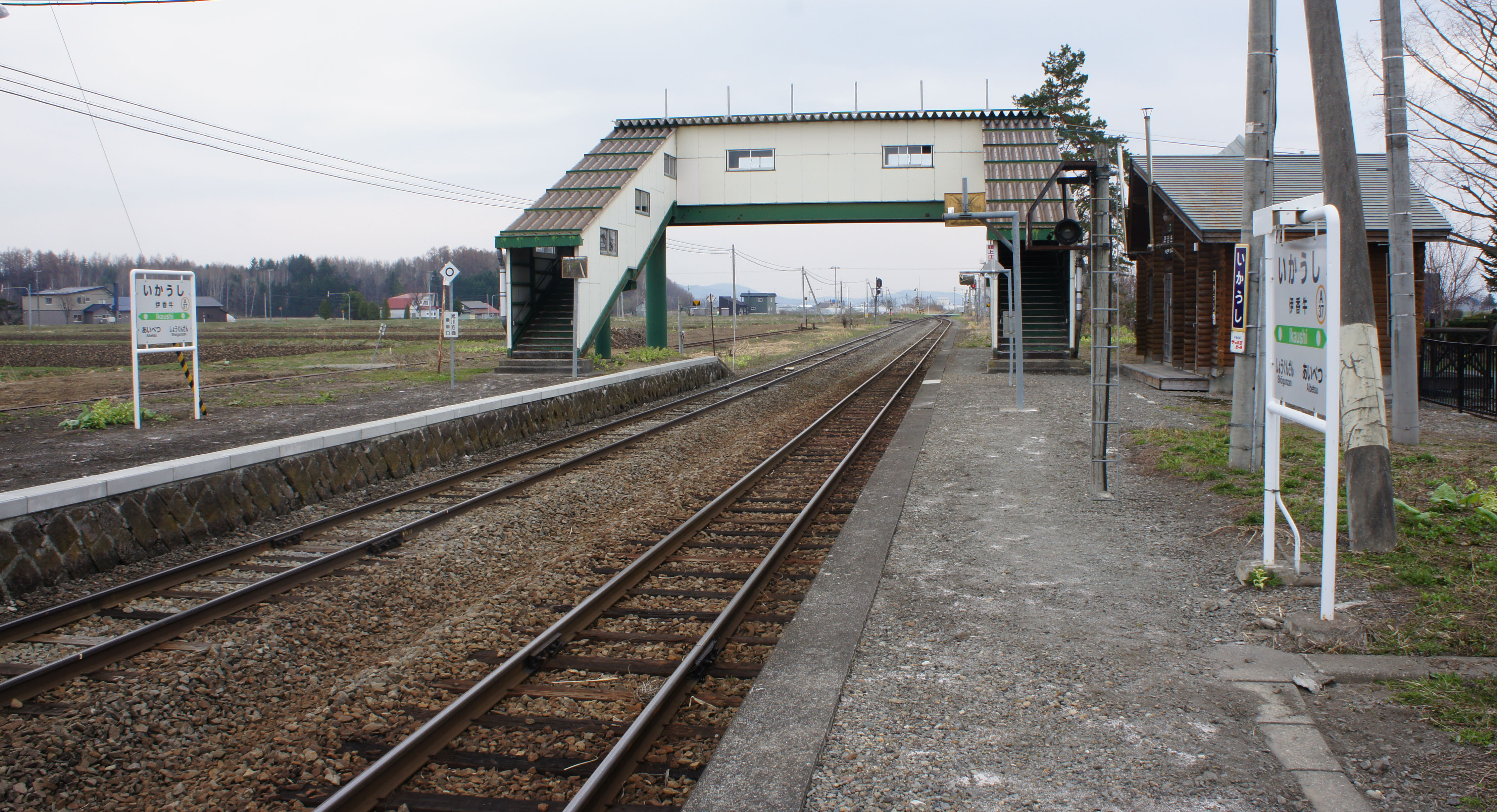
ホーム（2018年4月）
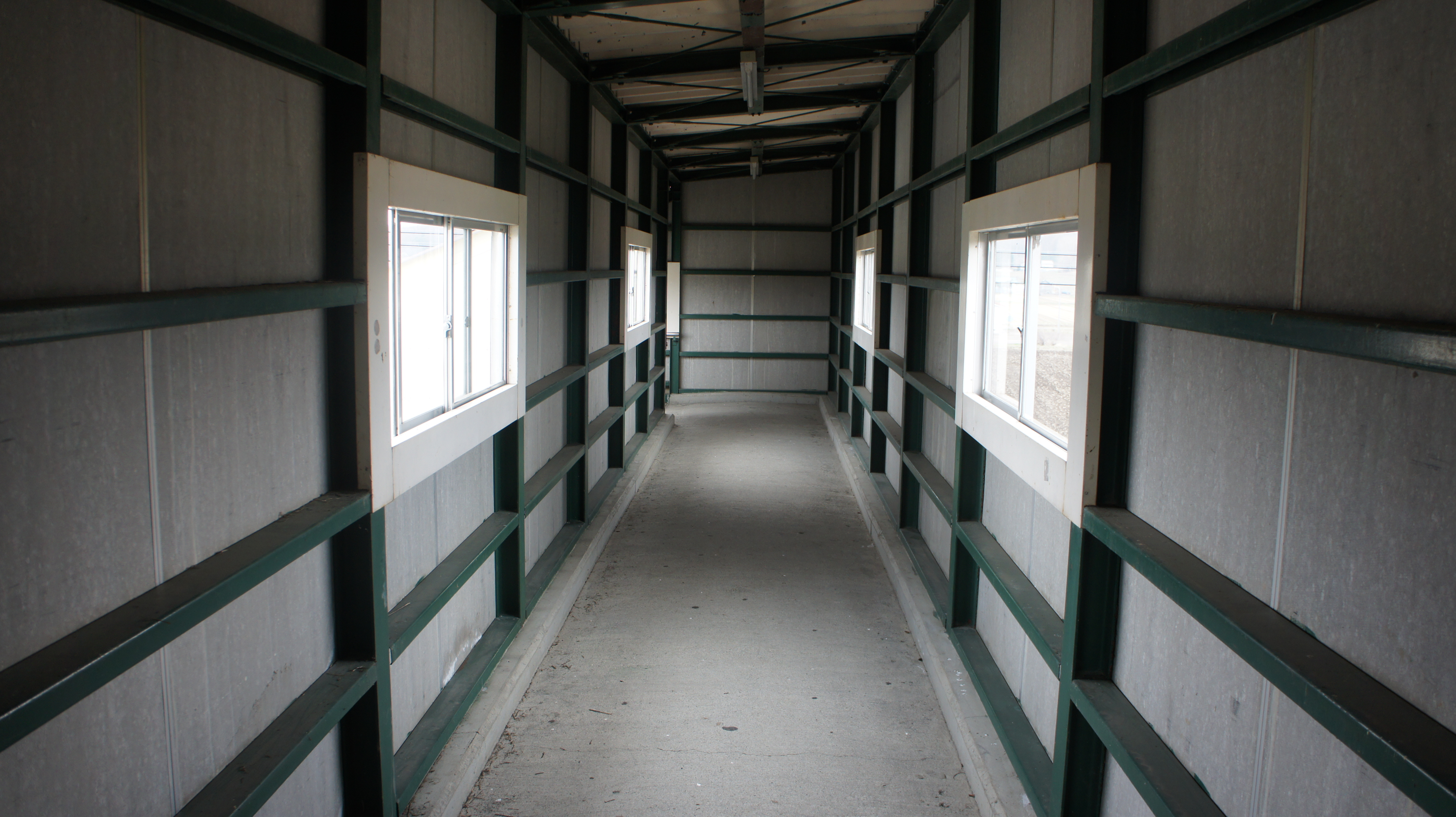
跨線橋（2018年4月）
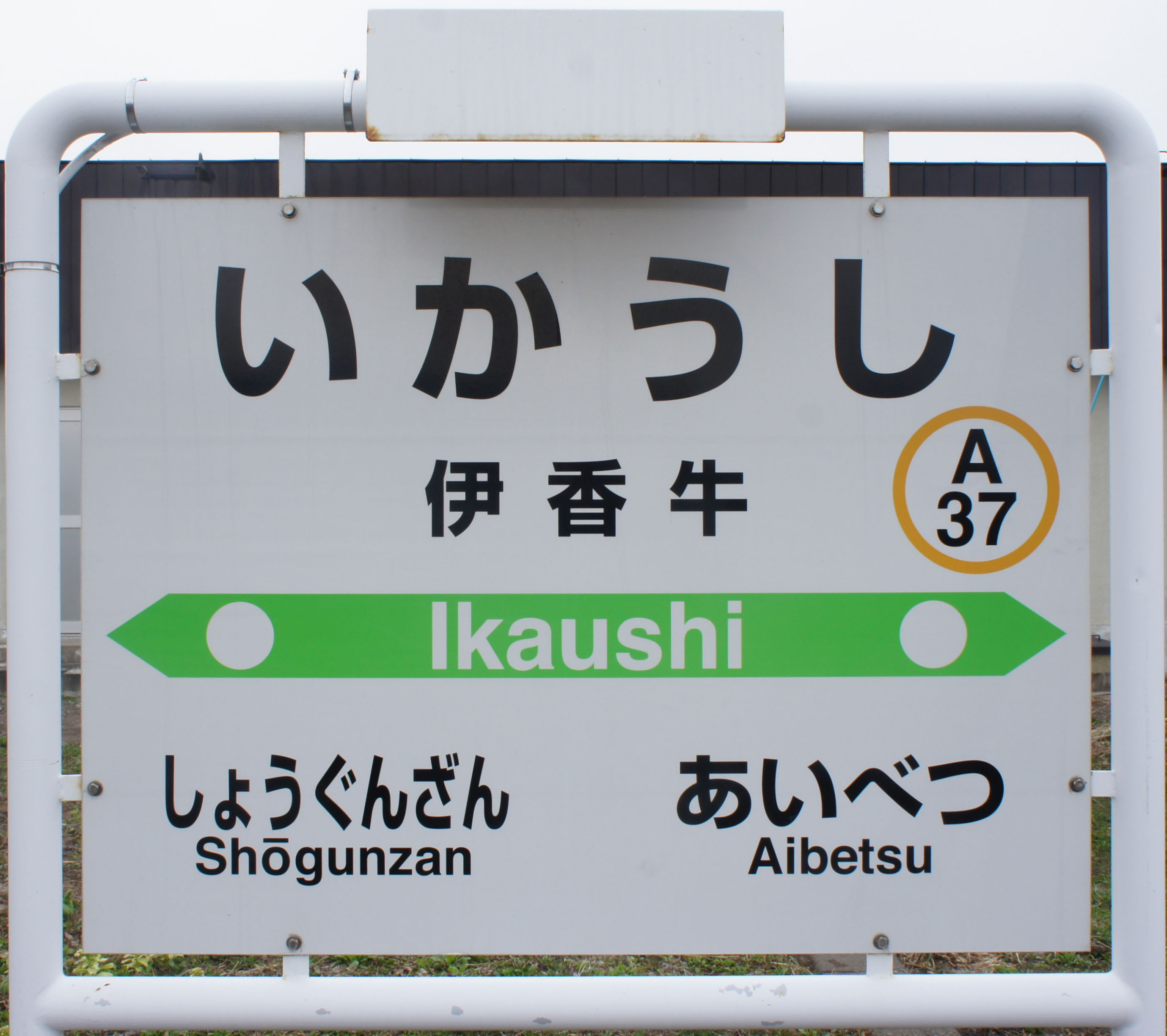
駅名標（2018年4月）

## 利用状況
乗車人員の推移は以下のとおり。年間の値のみ判明している年については、当該年度の日数で除した値を括弧書きで1日平均欄に示す。乗降人員のみが判明している場合は、1/2した値を括弧書きで記した。
また、「JR調査」については、当該の年度を最終年とする過去5年間の各調査日における平均である。
| 年度               | 乗車人員 | 乗車人員 | 乗車人員 | 出典       | 備考 |
| 年度               | 年間     | 1日平均  | JR調査   | 出典       | 備考 |
| ------------------ | -------- | -------- | -------- | ---------- | ---- |
| 1978年（昭和53年） |          | 233      |          | [ 10 ]     |      |
| 2016年（平成28年） |          |          | 11.4     | [ JR北 1 ] |      |
| 2017年（平成29年） |          |          | 10.2     | [ JR北 2 ] |      |
| 2018年（平成30年） |          |          | 9.8      | [ JR北 3 ] |      |
| 2019年（令和元年） |          |          | 9.2      | [ JR北 4 ] |      |
| 2020年（令和02年） |          |          | 9.2      | [ JR北 5 ] |      |
| 2021年（令和03年） |          |          | 9.0      | [ JR北 6 ] |      |
| 2022年（令和04年） |          |          | 7.8      | [ JR北 7 ] |      |
| 2023年（令和05年） |          |          | 7.6      | [ JR北 8 ] |      |

## 駅周辺
- 国道39号
- 旭川東警察署伊香牛駐在所
- 伊香牛郵便局
- 当麻町立伊香牛小学校
- 道北バス「伊香牛駅前」停留所

## 隣の駅
北海道旅客鉄道（JR北海道）
■石北本線
当麻駅 (A35) - *将軍山駅 (A36) - 伊香牛駅 (A37) - 愛別駅 (A38)
*打消線は廃駅

### JR北海道
1. ↑  「石北線（新旭川・網走間）」（PDF）『線区データ（当社単独では維持することが困難な線区）』、北海道旅客鉄道、2017年12月8日。オリジナルの2017年12月9日時点におけるアーカイブ。2017年12月10日閲覧。
2. ↑  「石北線（新旭川・網走間）」（PDF）『線区データ（当社単独では維持することが困難な線区）(地域交通を持続的に維持するために)』、北海道旅客鉄道株式会社、3頁、2018年7月2日。オリジナルの2018年8月19日時点におけるアーカイブ。2018年8月19日閲覧。
3. ↑  “石北線（新旭川・網走間）” (PDF). 線区データ（当社単独では維持することが困難な線区）(地域交通を持続的に維持するために).   北海道旅客鉄道. p. 3 (2019年10月18日). 2019年10月18日時点のオリジナルよりアーカイブ。2019年10月18日閲覧。
4. ↑  “石北線（新旭川・網走間）” (PDF). 地域交通を持続的に維持するために > 輸送密度200人以上2,000人未満の線区（「黄色」8線区）.   北海道旅客鉄道. p. 3・4 (2020年10月30日). 2020年11月2日時点のオリジナルよりアーカイブ。2020年11月2日閲覧。
5. ↑  “駅別乗車人員  特定日調査（平日）に基づく”.   北海道旅客鉄道. 2022年8月3日時点のオリジナルよりアーカイブ。2022年8月14日閲覧。
6. ↑  “駅別乗車人員  特定日調査（平日）に基づく”.   北海道旅客鉄道. 2022年9月3日時点のオリジナルよりアーカイブ。2022年9月3日閲覧。
7. ↑  “駅別乗車人員  特定日調査（平日）に基づく”.   北海道旅客鉄道. 2023年11月10日時点のオリジナルよりアーカイブ。2023年11月10日閲覧。
8. ↑  “駅別乗車人員  特定日調査（平日）に基づく”.   北海道旅客鉄道 (2024年). 2024年9月9日時点のオリジナルよりアーカイブ。2024年9月9日閲覧。